# Alain Giguère
Pour les articles homonymes, voir Giguère.
Alain Giguère, né le 24 octobre 1958, est un avocat fiscaliste et homme politique canadien. Il a été député de la circonscription de Marc-Aurèle-Fortin de 2011 à 2015, sous la bannière du Nouveau Parti démocratique.
Il est candidat dans la circonscription de Thérèse-De Blainville aux élections fédérales de 2015, mais a été battu par le candidat libéral Ramez Ayoub.
Il tente sans succès sa chance en politique provinciale lors des élections québécoises de 2018 dans la circonscription de Sainte-Rose.

## Résultats électoraux
|                                                                                             | Nom                   | Parti                | Nombre de voix | %      | Maj.  |
| ------------------------------------------------------------------------------------------- | --------------------- | -------------------- | -------------- | ------ | ----- |
|                                                                                             | Christopher Skeete    | Coalition avenir     | 13 491         | 36,8 % | 2 462 |
|                                                                                             | Jean Habel (sortant)  | Libéral              | 11 029         | 30,1 % | -     |
|                                                                                             | Marc-André Constantin | Parti québécois      | 5 309          | 14,5 % | -     |
|                                                                                             | Simon Charron         | Québec solidaire     | 5 082          | 13,9 % | -     |
|                                                                                             | Caroline Bergevin     | Vert                 | 923            | 2,5 %  | -     |
|                                                                                             | Benoit Blanchard      | Conservateur         | 423            | 1,2 %  | -     |
|                                                                                             | Alain Giguère         | NPD Québec           | 250            | 0,7 %  | -     |
|                                                                                             | Valérie Louis-Charles | Changement Intégrité | 110            | 0,3 %  | -     |
| Total                                                                                       | Total                 | Total                | 36 617         | 100 %  |       |
| Le taux de participation lors de l'élection était de 70 % et 546 bulletins ont été rejetés. |                       |                      |                |        |       |